# Avahi cleesei
L'avahi di Bemaraha (Avahi cleesei) è un lemure della famiglia degli Indriidi, endemico del Madagascar.
La specie fu scoperta nel 1990, ma classificata come tale solamente nel 2005.

Il nome di questa specie è un omaggio a John Cleese, attore dei Monty Python e grande appassionato di lemuri.

## Distribuzione
L'areale della specie è limitato alla riserva naturale integrale Tsingy di Bemaraha, nel Madagascar occidentale.

## Descrizione
Il nome in lingua malgascia di questi animali è dadintsifaky, ossia "nonno del sifaka", poiché pur avendo dimensioni e peso simili a quelle dei sifaka, sono più massicci ed hanno il pelo tendente al bruno-grigiastro.
Si tratta di primati di media taglia, pesanti circa 6 kg, dal pelo bruno e dall'interno coscia bianco.

Il muso è corto e piatto, gli occhi grandi e le orecchie piccole, al punto che a stento sono visibili nel pelo lanoso.

## Comportamento
È un animale principalmente diurno, a dispetto dei grandi occhi da creatura della notte: vive in piccoli gruppi familiari, guidati da una coppia dominante che solitamente è anche genitrice degli altri componenti. Questi animali sono strettamente vegetariani, nutrendosi di foglie, ma anche occasionalmente di fiori e germogli.